# Breakcore
Breakcore é um estilo de música eletrônica que surgiu do jungle, hardcore e drum and bass em meados da década de 1990. É caracterizado por breakbeats complexos e intrincados e uma ampla paleta de fontes de amostragem tocadas em andamentos altos.

## História
A medida que os primeiros dias do "hardcore techno" ou simplesmente "hardcore" começaram a se popularizar na Europa, o breakcore como gênero começou a tomar popular em outras partes do mundo. Inspirado por novos selos como Addict, de Milwaukee, nos Estados Unidos, Peace Off de Rennes, na França, Sonic Belligeranza de Bolonha, na Itália, e Planet Mu, da Inglaterra, começou a tomar uma nova forma, adicionando mais elementos de mashup e IDM aos sons hardcore. Cada uma dessas gravadoras começou a incorporar aspectos de seus próprios cenários sociais e estéticos, permitindo uma definição ainda mais ampla do que era possível na música. 
Na Europa, o gênero breakcore foi consolidado por raves e eventos de clubes como o Breakcore Gives Me Wood, da Bélgica,  com apresentações locais como UndaCova e Sickboy, Breakcore A Go Go, na Holanda, que foi administrado pela FFF e Bong-Ra; bem como Anticartel, em Rennes, sede do PeaceOff, e mais tarde, Wasted,  em Berlim e Bangface em Londres.
O Breakcore está sujeito a mudanças e ramificações. Muitos artistas de breakcore mais novos (como Mochipet e etc.) focam em progressões melódicas e programação complexa de bateria e etc, enquanto outros artistas ainda focam em breakbeats hardcore distorcidos e influências musicais mais sombrias (como heavy metal, industrial e etc). O artista Venetian Snares produziu breakcore misturado com elementos de música clássica. Outros artistas como Shitmat, Sickboy, DJ Scotch Egg e Drop the Lime, seguem outra direção em direção ao mash-up, ao happy hardcore e ao rave para fazer um som mais leve e bem-humorado. A ascensão da música chiptune também se misturou ao breakcore com artistas como Tarmvred e etc. A cena de festas gratuitas do Reino Unido também demonstrou grande interesse em produzir e distribuir suas próprias versões do breakcore, com equipes e gravadoras como Life4land, Hekate, Headfuk e Bad Sekta. Ajudando a impulsionar a cena e o som, além de trazer vários artistas internacionais para tocar em suas festas e noites de clube. O Breakcore vem ganhando popularidade de forma constante, e artistas aspirantes podem ser encontrados espalhados pela Internet. 
O sociólogo Andrew Whelan observa que Venetian Snares se tornou "sinônimo de breakcore, de modo que estilos alternativos estão sendo marginalizados". Ele acrescenta que o breakcore é o melhor exemplo de um gênero musical cujo desenvolvimento está intrinsecamente ligado à distribuição online e ponto a ponto.

### Renascimento no ano de 2020
No ano de 2020, o breakcore passou por um renascimento, trazendo consigo um som diferente das músicas produzida nos anos de 1990 e 2000. De acordo com o escritor do Bandcamp Daily, James Gui, "o breakcore no ano de 2020 é nostálgico, atmosférico e sentimental", e surgiu da cena hardcore digital em 2010. É acompanhado por uma estética que se inspira em videogames, animes e cultura da internet, com artistas como Machine Girl, Goreshit e etc, influenciando a estética e o som do revival.